# توم كلانسي سبلينتر سيل (سلسلة)
ْ
توم كلانسي سبلينتر سيل هي سلسلة ألعاب فيديو من نوع التخفي أو التسلل ، صدر أول جزء منها في عام 2002 . بطل الرواية هو سام فيشر (Sam Fisher) و هو عميل مدرب بشكل عالي في أحد الأقسام المتخصصة بالعمليات السرية في وكالة الأمن القومي ، و يتميز بنظاراته ثلاثية البؤر والتي يستخدمها للرؤية في الظلام حيث يعتبر الظلام مفضلاً لدى سام فيشر الذي يستغله لقتل الأعداء . السلسلة حققت نجاحاً وشعبية كبيرة .

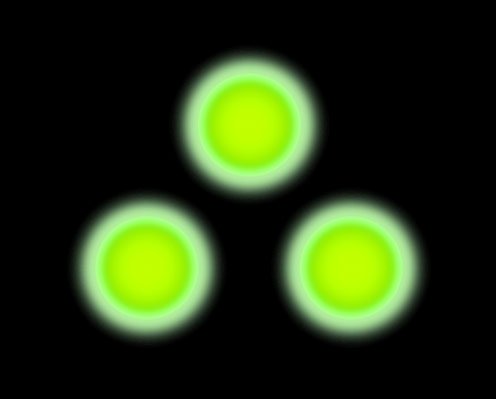
النظارات ثلاثية البؤر كما تبدو في الظلام و هي تعتبر رمز للسلسلة.

## الأجزاء
| السنة | العنوان                                | المطور(ون)                                                            | الأجهزة                    | الأجهزة                            | الأجهزة                                 | الأجهزة                                      |
| ----- | -------------------------------------- | --------------------------------------------------------------------- | -------------------------- | ---------------------------------- | --------------------------------------- | -------------------------------------------- |
| السنة | العنوان                                | المطور(ون)                                                            | سوني                       | ميكروسوفت                          | نينتندو                                 | أخرى                                         |
| 2002  | توم كلانسي سبلينتر سيل                 | يوبي سوفت مونتريال، يوبي سوفت شنغهاي                                  | بلاي ستيشن 2، بلاي ستيشن 3 | ويندوز، إكس بوكس                   | نينتندو جيم كيوب، جيم بوي أدفانس        | ماك أو إس إكس، إن-جايج                       |
| 2003  | توم كلانسي سبلينتر سيل تيم ستيلث أكشن  | جيم لوفت                                                              |                            |                                    |                                         | إن-جايج                                      |
| 2004  | توم كلانسي سبلينتر سيل: باندورا تومورو | يوبي سوفت شنغهاي، يوبي سوفت آنسي                                      | بلاي ستيشن 2، بلاي ستيشن 3 | ويندوز، إكس بوكس                   | جيم كيوب، جيم بوي أدفانس                | الهاتف النقال                                |
| 2005  | توم كلانسي سبلينتر سيل: نظرية الفوضى   | يوبي سوفت مونتريال، يوبي سوفت آنسي                                    | بلاي ستيشن 2، بلاي ستيشن 3 | ويندوز، إكس بوكس                   | جيم كيوب، نينتندو دي إس، نينتندو 3دي إس | إن-جايج، الهاتف النقال                       |
| 2006  | توم كلانسي سبلينتر سيل: إسنشلز         | يوبي سوفت مونتريال                                                    | بلاي ستيشن بورتبل          |                                    |                                         |                                              |
| 2006  | توم كلانسي سبلينتر سيل: دبل ايجنت      | يوبي سوفت مونتريال، يوبي سوفت شنغهاي, يوبي سوفت آنسي، يوبي سوفت ميلان | بلاي ستيشن 2، بلاي ستيشن 3 | ويندوز، إكس بوكس، إكس بوكس 360     | جيم كيوب، وي                            | الهاتف النقال                                |
| 2010  | توم كلانسي سبلينتر سيل: كونفيكشن       | يوبي سوفت مونتريال                                                    |                            | ويندوز، إكس بوكس 360, ويندوز فون 7 |                                         | ماك أو إس إكس، آي أو إس (أبل)، الهاتف النقال |
| 2013  | توم كلانسي سبلينتر سيل بلاكليست        | يوبي سوفت تورونتو                                                     | بلاي ستيشن 3               | ويندوز، إكس بوكس 360               |                                         |                                              |